# Nyctibatrachus petraeus
Nyctibatrachus petraeus är en groddjursart som beskrevs av Das och Kunte 2005. Nyctibatrachus petraeus ingår i släktet Nyctibatrachus och familjen Nyctibatrachidae. IUCN kategoriserar arten globalt som livskraftig. Inga underarter finns listade i Catalogue of Life.